# 海賊焼
海賊焼（かいぞくやき）とは、静岡県西伊豆町で販売されているご当地焼きそばである。

## 概要
西伊豆町の製麺業者がイカ墨を練り込んだ黒い麺に地元産のイカや野菜を入れて炒めた焼きそばを「海賊焼」として売り出したのが始まり。その後、町と商工会がこの「海賊焼」をご当地グルメとして売り出し、町内6店舗で販売を開始した。